# اژدهاماهی خاردراز
اژدهاماهی خاردراز (نام علمی: Flagellostomias boureei) نام یک گونه از تیره لق‌دهانان است.